# Redi
Redi är ett köpcentrum i Fiskehamnen i Helsingfors. Redi är det största köpcentret i Helsingfors innerstad, huvudstadsregionens femte största och Finlands sjunde största köpcentrum. Det 64 000 kvadratmeter stora köpcentret är en del av den helhet som byggs av byggbolaget SRV och som också innefattar åtta tornhus och en parkeringsanläggning för 1 950 bilar. Tprnhuset Majakka blir Finlands högsta bostadshus då det färdigställs på våren 2019, med sina 134 meter och 35 våningar. Redi-helheten beräknas kosta en miljard euro. Redi har planerats av arkitekt Pekka Helin.
Köpcentret består av två delar, som namngetts Stadi och Sköne, som delas itu av Fiskehamnsgatan. Helsingfors metrobana och Österleden passerar genom köpcentrets tredje våning och det finns en direkt ingång till Fiskehamnens metrostation från Redi. Redi öppnade 20 september 2018.
Köpcentret är öppet vardagar 9–21, lördagar 9–18 och söndagar 12–18.

## Affärer och service
Det finns 175 butiker i Redi i cirka 200 affärsutrymmen. De största butikerna är K-Supermarket, Lidl, Clas Ohlson, H&M och Halonen. I Redi finns Finlands första butik som säljer matsvinn, WeFood. I köpcentret finns totalt 43 restauranger och kaféer. I den underjordiska våningen finns en restaurangvärld med främst snabbmatsställen, medan Food Market ligger på gatunivå och består av flera olika restauranger. Dessutom finns flera mera formella restauranger.
I samband med köpcentret finns den baltiska biografkedjan Cinamons första biografi i Finland. Cinamon har fem salar med 220 stolar i den största och fyra salar med 120 platser var, totalt 700 stolar. Dessutom finns upplevelse- och nöjescentret Virtual Planet med Finlands första Multi D-biograf. Den är utrustad med rörelse-, ljud-, video- och olika fysiska effekter. I Redi finns också frifallssimulatorn Fööni med ett 20 meter högt flygutrymme i glas där luft strömmar med en hastighet mellan 180 och 300 km/h.
På Redis tak ovanpå metrobanan finns parken Bryga, som till sin storlek motsvarar Esplanadparken.

## Namn
Namnet Redi och andra namn har anknytning till sjöfart på helsingforsslang. Redi kommer av redd, bryga av (kommando)brygga, sköne betyder hav och stadi betyder stad.

## Bilder

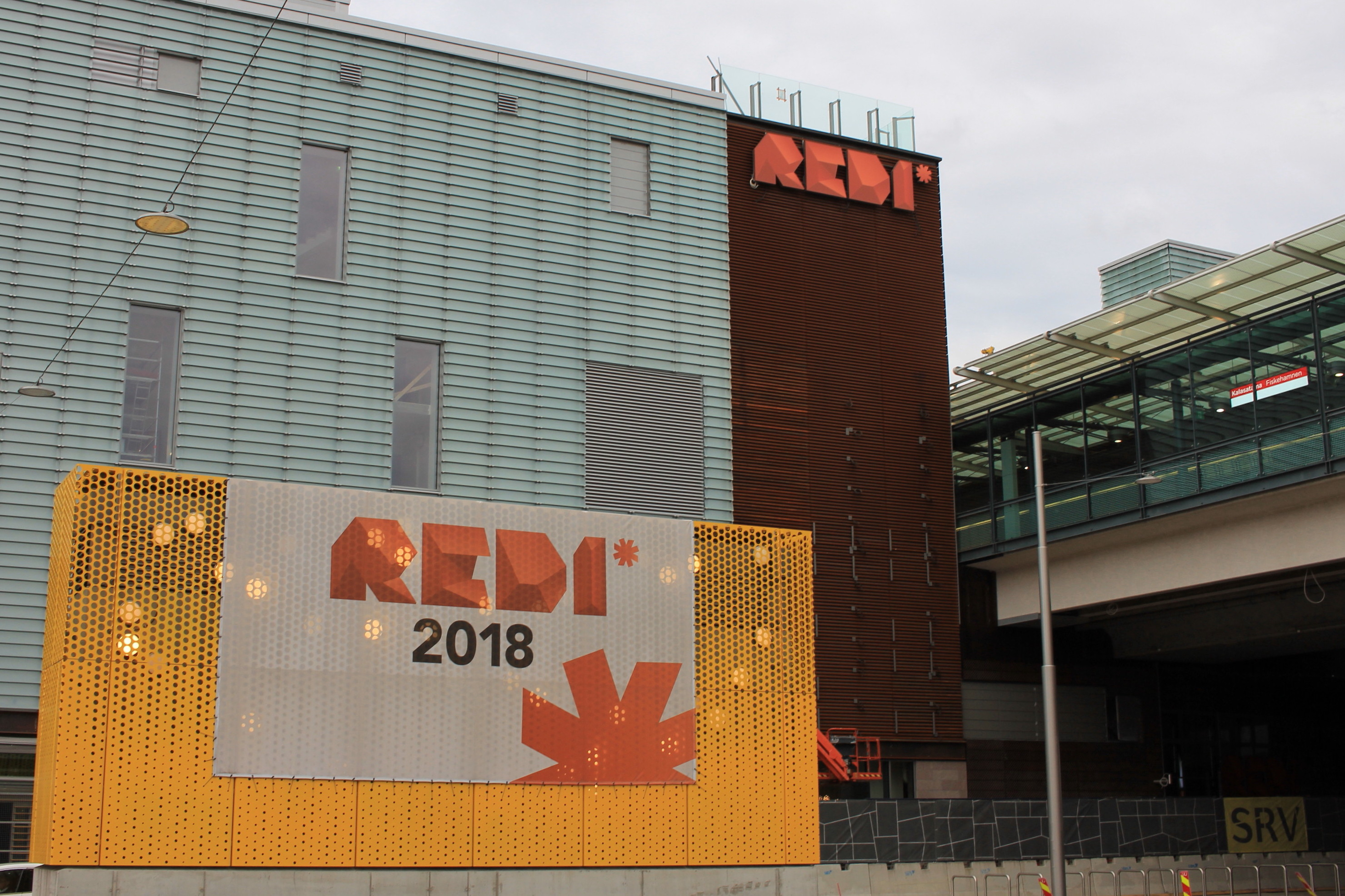
Redis fasad mot Hermanstads stradväg under byggnad
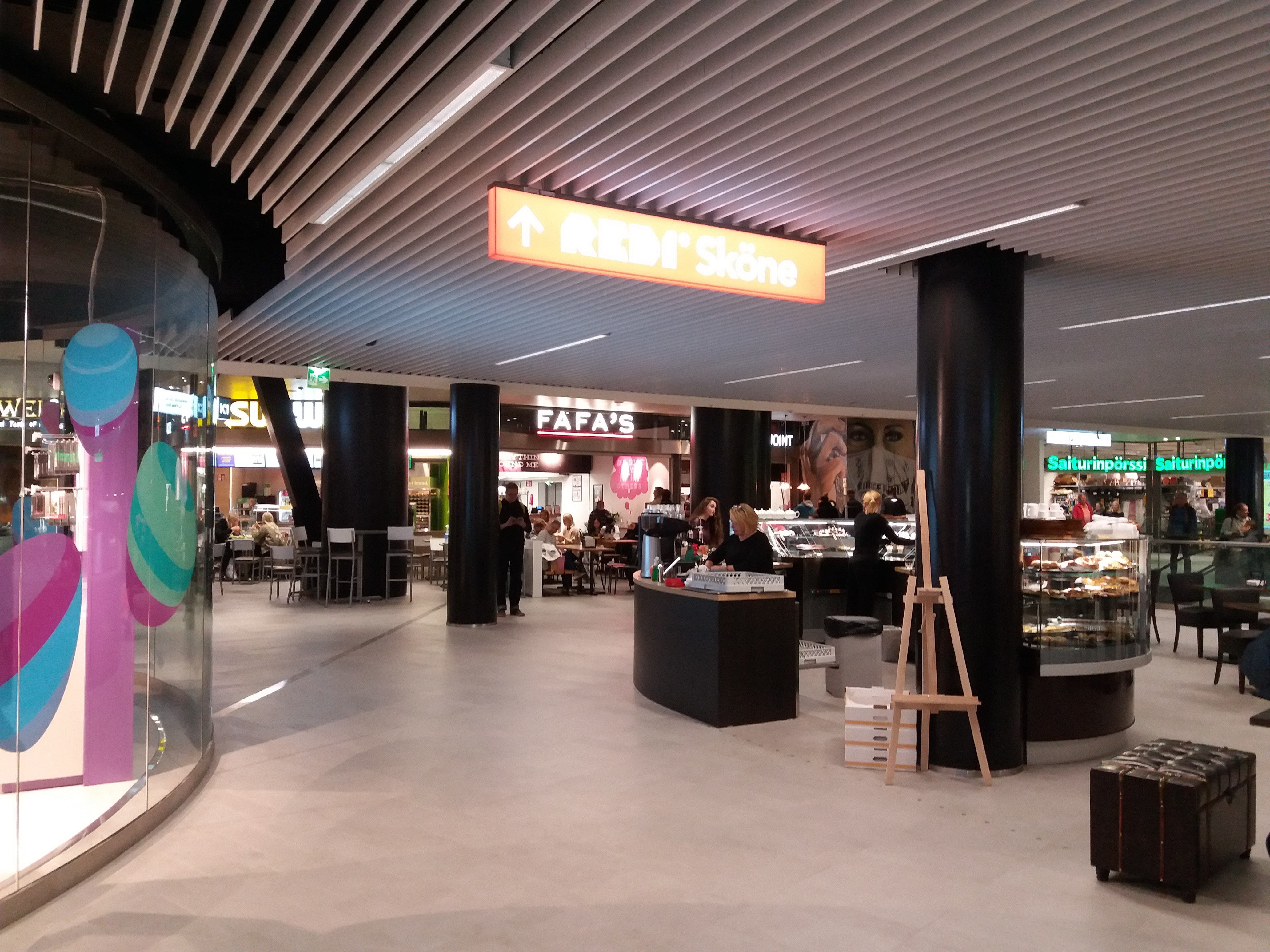
Våning K1
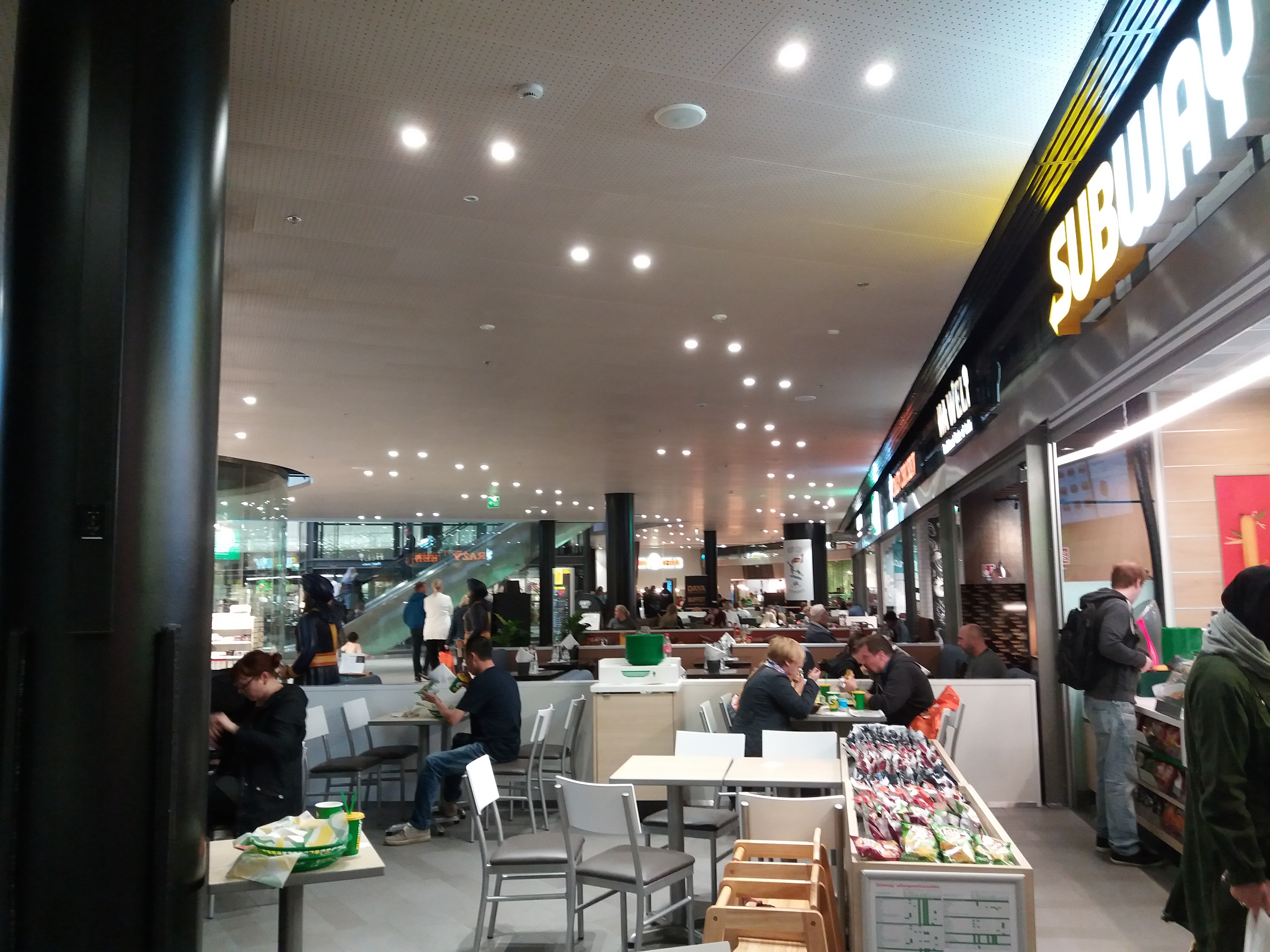
Snabbmatsrestauranger i våning K1
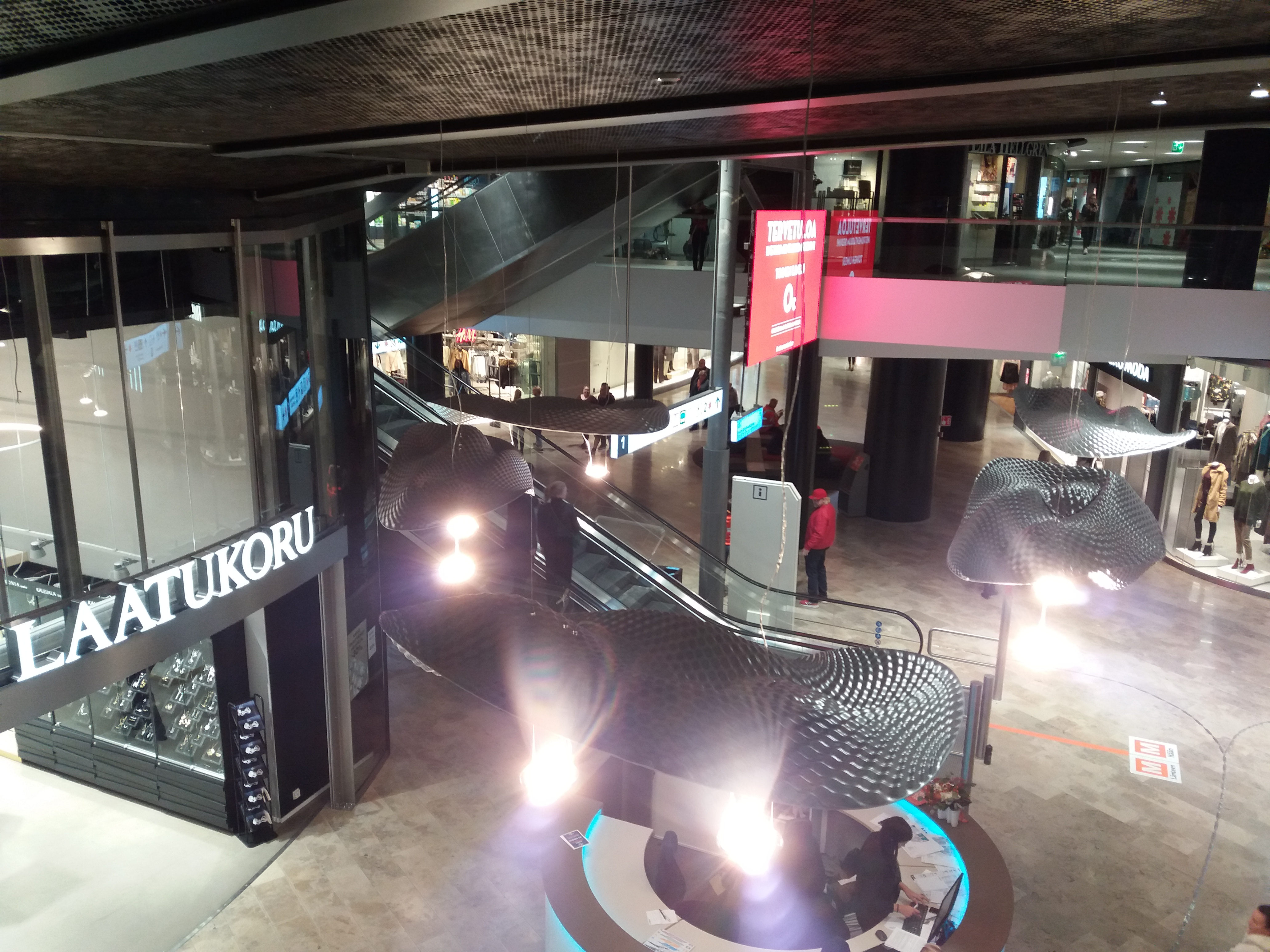
Köpcentrets gatuplan
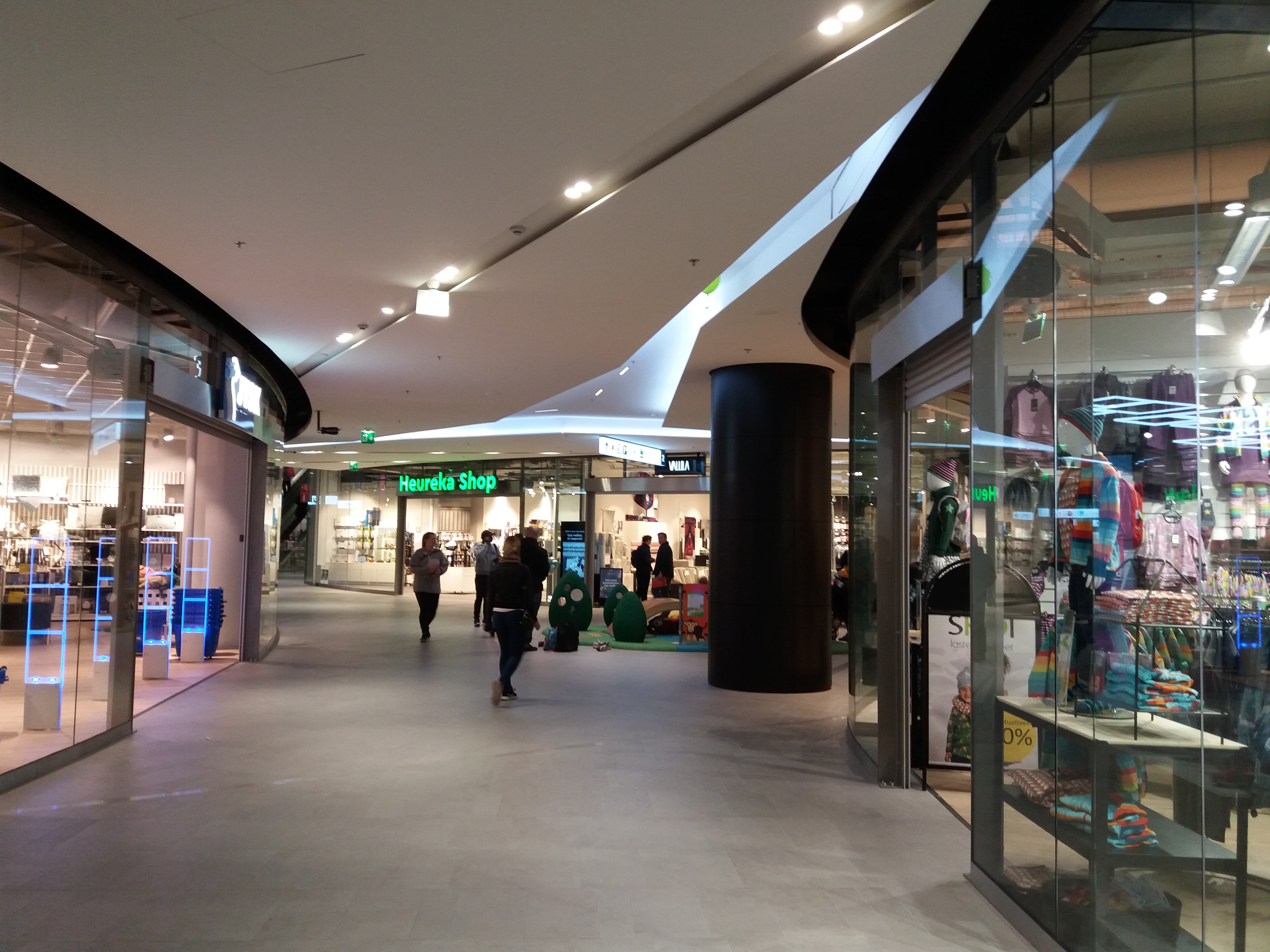
Affärer i våning 2
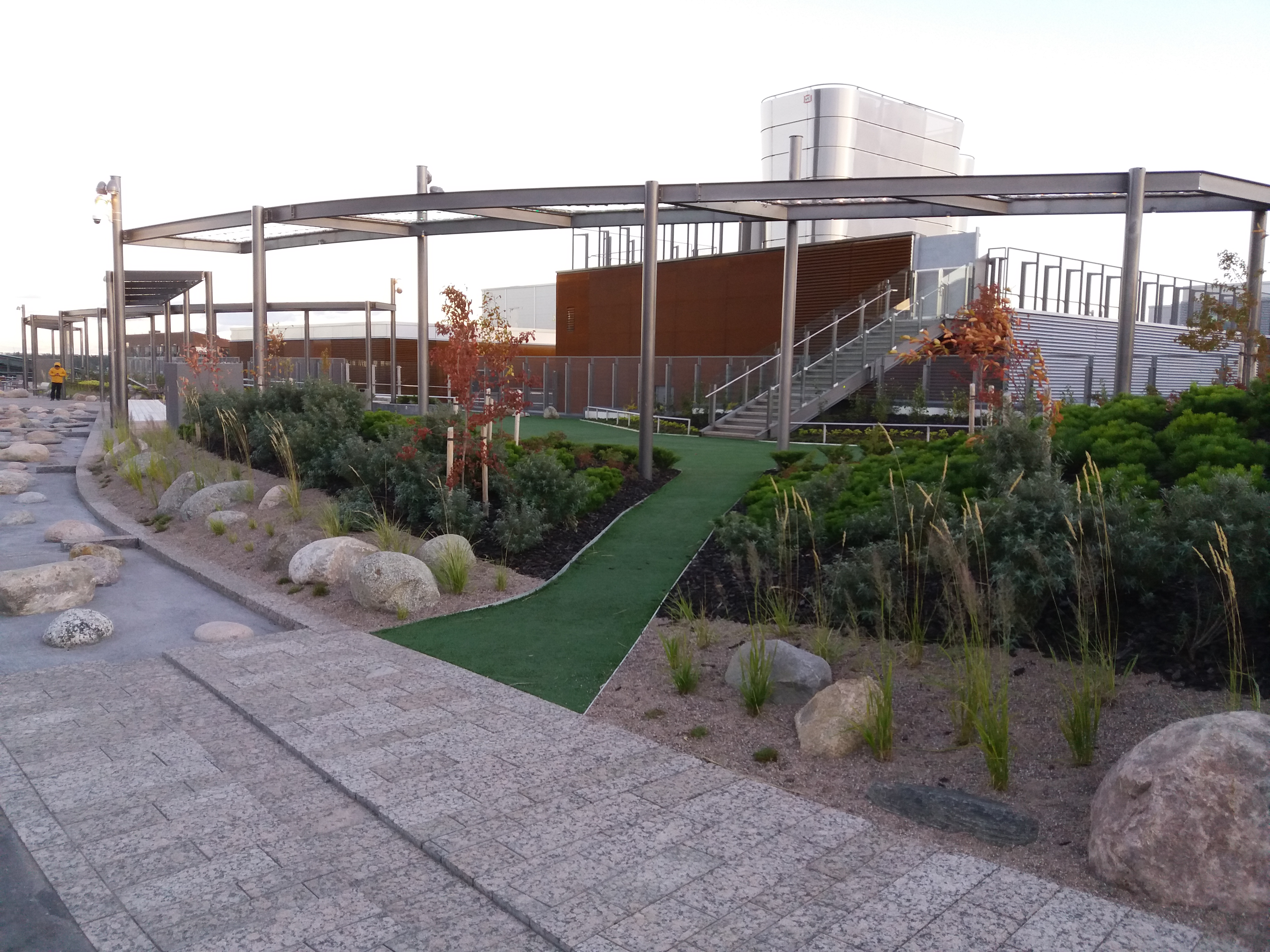
Parkområdet Bryga på köpcentrets tak
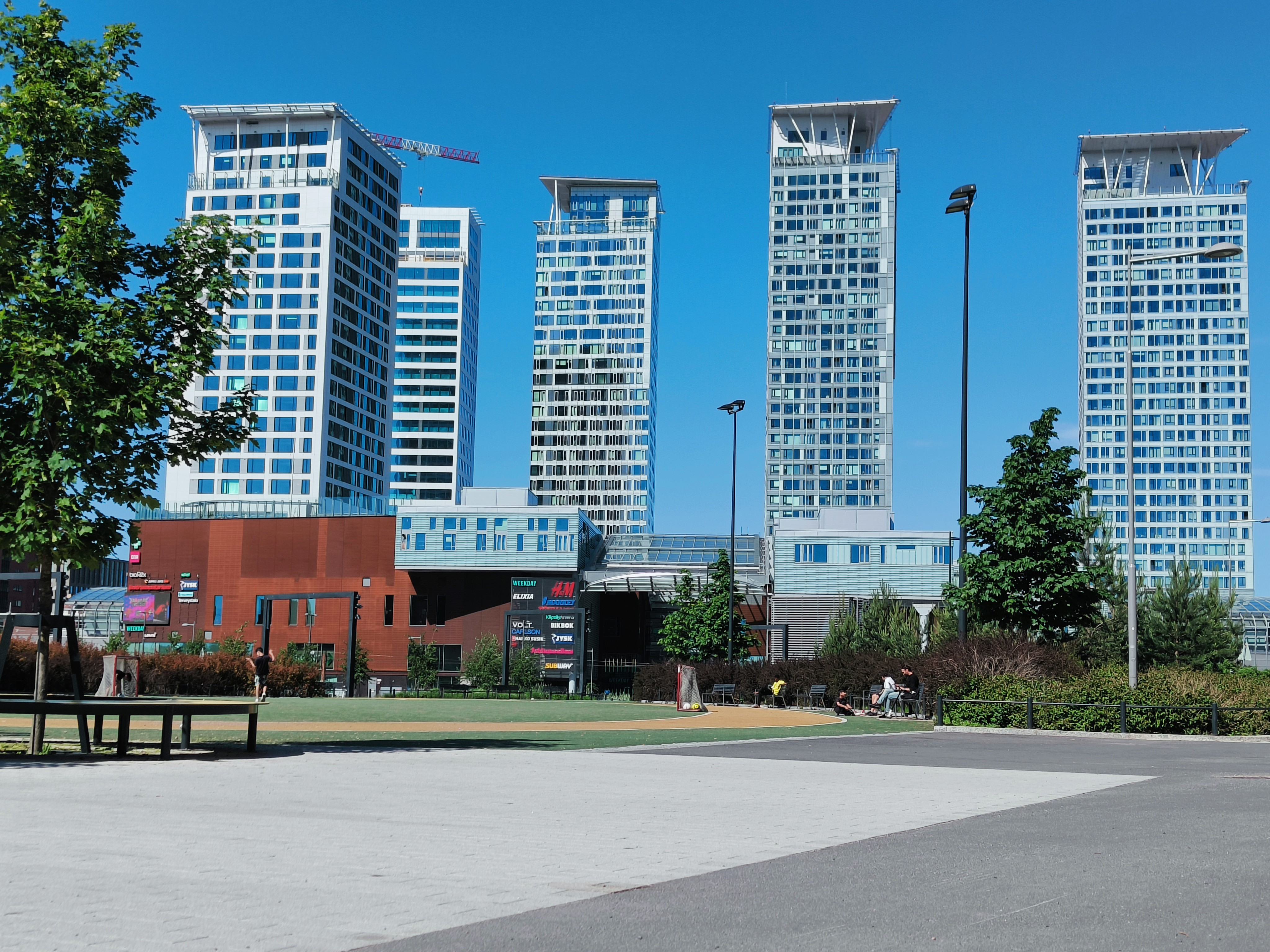
Skyskrapor vid Redi, Visio (98 m), Horisontti (111 m), Lumo One (120 m), Majakka (134 m) och Loisto (124 m).